# خانه‌های بریم شماره ۶۰
خانه‌های بریم شماره ۶۰ مربوط به دوره پهلوی دوم است و در آبادان، منطقه مسکونی بریم، پلاک ۶۰ واقع شده و این اثر در تاریخ ۳۰ بهمن ۱۳۸۶ با شمارهٔ ثبت ۲۱۲۱۵ به‌عنوان یکی از آثار ملی ایران به ثبت رسیده است.